# Adapiformes
Adapiformes är en utdöd grupp av primitiva primater. Adapiformes spred sig till stora delar av norra kontinentmassan, och nådde så långt söderut som till norra Afrika och tropiska Asien. Adapiformes existerade från eocen till den miocena epoken. De flesta Adapiformes liknade nu levande lemurer att döma av deras utseende och storlek.
De är bland de äldsta hittills funna primaterna. Adapiformes har dock fortfarande ett antal primitiva funktionsdrag: tandformeln hos tidiga företrädare var fortfarande 2-1-4-3 (varje halva i käken två framtänder, en hörntand, fyra premolarer och tre molarer), vilket motsvarade en saknad framtand jämfört med ursprungliga däggdjurs tandformel 3-1-4-3. Den begynnande utvecklingen av en stor hjärna och gripfähiga fötter (båda typiska kännetecknen för primater) är ännu inte skönjbar. Baserat på tänderna tror forskarna att dessa djurs föda huvudsakligen bestått av blad. Långa bakben och en kraftig svans tyder på att de har flyttat upp i träd, klättrande och hoppande. 
Merparten av fynden kom från perioden från början av eocen till tidig oligocen (från 35 till cirka 55 miljoner år) i Nordamerika och Eurasien. I Europa och Nordamerika blev de troligen utrotade i början oligocen. I Asien finns en familj, Sivaladapidae, som har levt närmare mitten av miocen (för ungefär 13 miljoner år sedan). Mellan de två perioderna är det en stor skillnad på fossila fynd, så det förblir oklart fram till att ytterligare upptäckter görs, hur de exakta sambanden är inom denna underordning liksom mellan nutid och Adapiformes ”halvapor”.

## Kladistik
Adapiformes är kända endast från de fossila fynden, och det är oklart om de utgör en monofyletisk eller parafyletisk grupp. När de ses som en klad, är de vanligen samlade under det "fukt-nästa" taxonet Strepsirrhini, vilket skulle göra dem förfader till lemurerna, men inte till den "torrnästa" Haplorrhini- taxonet som inkluderar bland annat människoartade apor .
Franzen et al. (2009) placerar det nyligen beskrivna Darwinius- släktet i Adapoidea gruppen tidiga primater, som är representativa för den tidiga "haplorhini" diversifieringen, så att enligt dessa författare skulle adapiformerna inte vara av Strepsirrhini-härstamning som hittills antagits, utan betraktas som en stam "felande länken" mellan Strepsirrhini och Haplorrhini.Detta är styrkt av att de saknar såväl tandkam som putsklo.
 Men påföljande analyser av Darwinius-fossilet av Erik Seiffert et al avvisar denna "felande länk"teori, och klassificerar Darwinius bland Strepsirrhini. Seiffert et al beskrev i oktober 2009 Darwinius som ett nytt släkte av Afradapis. Baserat på en detaljerad fylogenetisk analys, placerar de alltså Adapiformes tillbaka till ”halvapor”, som systertaxon till nutida former. 
Hittills gjorda upptäckter är i dag uppdelade på tre familjer: 
- Notharctidae har levt under eocen i Nordamerika och Europa. Bland de mest kända släktena är Notharctus, Europolemur och en 2009 upptäckt art av Darwinius.
- Adapidae är något yngre än Notharctidae och de flesta kända hittade i Europa från mellersta eocen till tidig oligocen. Den mest kända arten är Adapis.
- Sivaladapidae har uppehållit sig i Kina och Indien. Förutom fynden från eocen och tidig oligocen finns arter från mitten av miocen, däribland Sivaladapis.

## Klassning

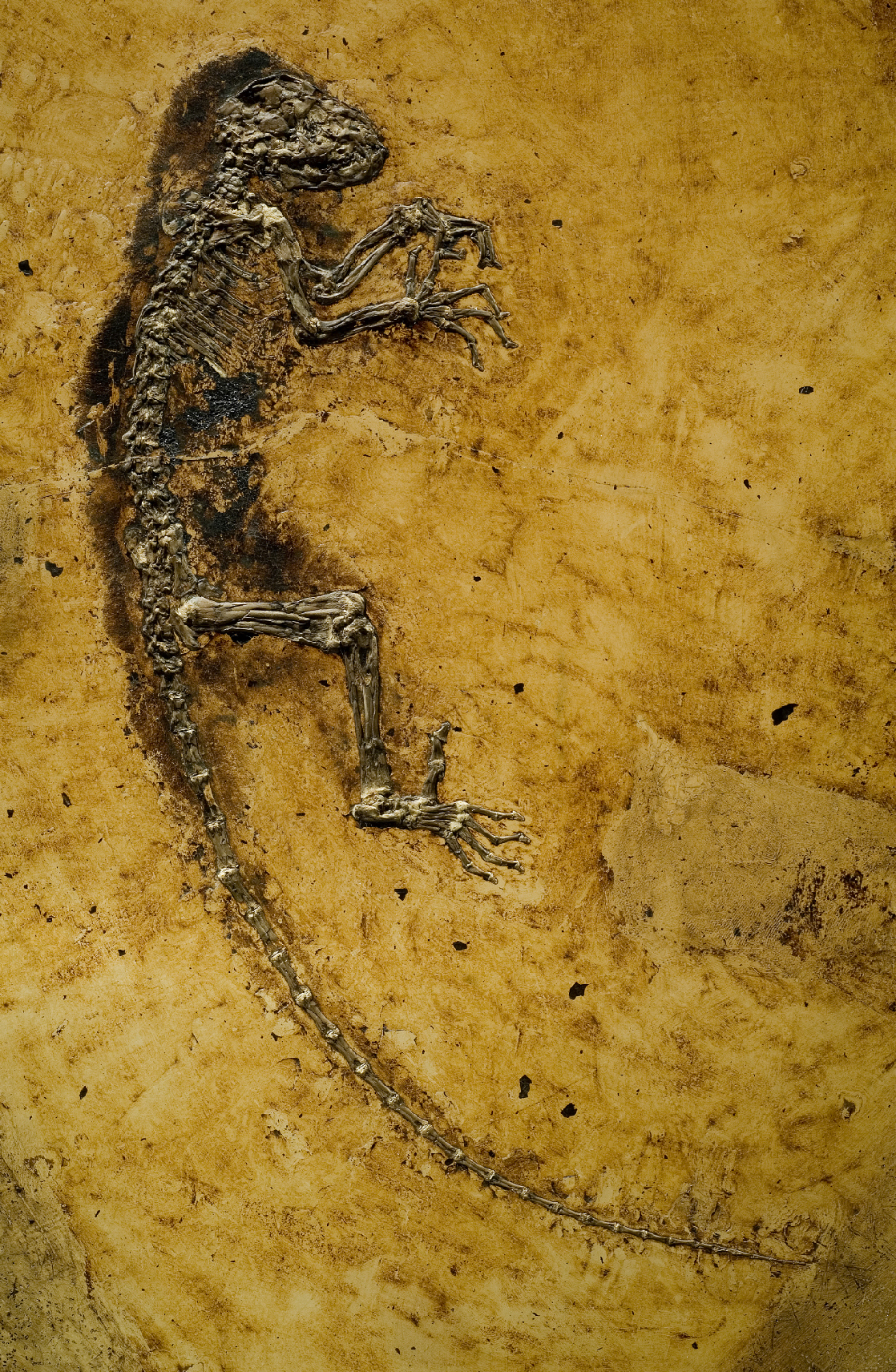
Lilla "Ida", en fossil Darwinius masillae

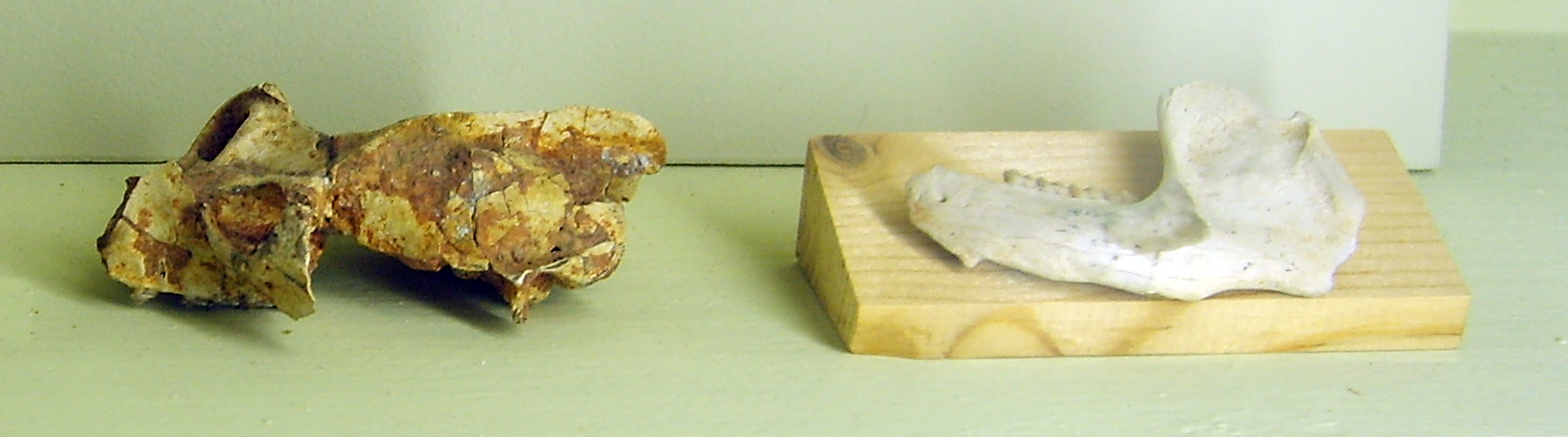
Adapis parisiensis skalle och underkäke (Museum für Naturkunde, Berlin)

Den avsevärda mängden fossila fynd av olika arter har så småningom sorterats in i följande systematik:
- Familj Notharctidae
  - Underfamilj Cercamoniinae
    - Släkte Anchomomys
    - Släkte Buxella
    - Släkte Darwinius
    - Släkte Donrussellia
    - Släkte Europolemur
    - Släkte Mahgarita
    - Släkte Panobius
    - Släkte Periconodon
    - Släkte Pronycticebus

  - Underfamilj Notharctinae
    - Släkte Cantius
    - Släkte Copelemur
    - Släkte Hesperolemur
    - Släkte Notharctus
    - Släkte Pelycodus
    - Släkte Smilodectes
- Familj Sivaladapidae
  - Släkte Kyitchaungia
  - Släkte Paukkaungia
  - Släkte Siamoadapis
  - Släkte Sivaladapis
- Familj Adapidae
  - Släkte Adapis
  - Släkte Adapoides
  - Släkte Afradapis
  - Släkte Leptadapis
  - Släkte Godinotia
- Familj Incertae sedis
  - Släkte Omanodon
  - Släkte Muangthanhinius
  - Släkte Lushius Chow, 1961
  - Släkte Panobius
  - Släkte Djebelemur
  - Släkte Omanodon
  - Släkte Shizarodon